# Thoma Orollogaj
Thoma Orollogaj (Görice, Oszmán Birodalom, 1888 – ?, 1947. november) albán politikus, jogász. Az 1920-as–1930-as években jogászként részt vett az albán polgári és büntető törvénykönyvek kidolgozásában, 1936 és 1938 között Albánia igazságügy-minisztere volt. A második világháború során az Albániát megszálló olasz hatóságok internálták, majd az antikommunista Nemzeti Front vezetőségi tagja lett. A világháború után a kommunista hatóságok letartóztatták, börtönben halt meg.

## Életútja
Göricében született (ma Korça, Albánia) ortodox családban. Középiskolai tanulmányait egy francia tanítási nyelvű athéni gimnáziumban végezte, majd a görög fővárosban maradva jogi tanulmányokat folytatott. Jogászi oklevelét 1913-ban szerezte meg, ezt követően két évig a párizsi Sorbonne jogi karán képezte magát tovább. Hazatérését követően ügyvédi praxist nyitott szülővárosában, Korçában.
1926 és 1929 között az albán polgári és büntető törvénykönyvek előkészítését végző jogi bizottság tagja, egyidejűleg a semmítőszék elnöke volt. A paraszti földek kisajátítása elleni tiltakozásul 1932-ben lemondott hivataláról, és a politikai életbe bekapcsolódva Korça nemzetgyűlési képviselője lett. 1936. november 9-étől Koço Kota kormányában vezette az igazságügyi tárcát. 1938 áprilisában egészségügyi okokra hivatkozva lemondott miniszteri posztjáról, és visszatért a semmítőszékre. Időközben 1937 januárjában újraválasztották mint Korça nemzetgyűlési képviselőjét.
Albánia 1939. áprilisi olasz megszállásakor azon kisszámú nemzetgyűlési képviselők közé tartozott, akik távollétükkel tüntettek az albán koronát III. Viktor Emánuelnek felajánló alkotmányozó nemzetgyűlésen. Az olasz hatóságok ezért letartóztatták, és előbb Porto Palermóba, majd az olaszországi Ventotene szigetére internálták. 1943-as szabadulását követően hazatért, és a Nemzeti Front vezetőségi tagja lett. 1943 augusztusában ő elnökölte a Nemzeti Front és a kommunista Nemzeti Felszabadítási Mozgalom közötti mukjei tárgyalásokat. A kommunista hatóságok 1947 elején letartóztatták, s még ugyanazon év novemberében halt meg a börtönben.